# Qualcomm Snapdragon
A Snapdragon a Qualcomm integrált áramköri termékeinek márkaneve. Ebbe a körbe tartoznak az egylapkás rendszerek (SoC-k), az önálló mobil modemek és a vezeték nélküli hálózati interfész-vezérlők (NIC-ek).
A Snapdragon márkájú SoC-ket beágyazott rendszerek, például okostelefonok, laptopok és járművek vezérlésére tervezték. Összetevőik jellemzően egy mikroprocesszor (CPU), egy grafikai processzor (GPU), különböző digitális jelprocesszorok (DSP) és opcionálisan, egy mobil modem, egyetlen kompakt tokban egyesítve. Képesek grafikus felhasználói felülettel rendelkező operációs rendszerek futtatására, ami lehet akár Android vagy Windows és különféle bemeneti jelek feldolgozására, mint a mikrofonnal felvett beszéd, beépített kamera által szolgáltatott képek és Wi-Fi és Bluetooth kapcsolatokból érkező rádióhullámok.
Az integrált CPU az ARM architektúránalapul és egy vagy több magból áll. Ezek lehetnek az Arm Holdings által fejlesztett licencelt IP magok, vagy a Qualcomm által házon belül fejlesztett magok. Az eszközökben több típusú mag is szerepelhet egyszerre, például az Arm big.LITTLE konfigurációjában. Az integrált Adreno GPU és a mobil modem, ha jelen van, mindig saját fejlesztésű.
A Snapdragon márkájú mobil modemek modellneve X betűvel kezdődik, például X50, míg a hálózati adaptereké (NIC) a „FastConnect” jelöléssel.

## Történet

### Kiadás előtt
A Qualcomm 2007 novemberében bejelentette, hogy fejleszti a Scorpion processzorát. A Snapdragon egylapkás rendszert (SoC) 2006 novemberében jelentették be és ez tartalmazta a Scorpion processzort és más áramköröket, valamint a Qualcomm első egyedi Hexagon digitális jelprocesszorát (DSP).
A cég szóvivője szerint a „Snapdragon” nevet a gyorsaságra és a sárkányra való utalás miatt választották, egyébként jelentése virág: oroszlánszáj vagy tátika (Antirrhinum). A következő hónapban a Qualcomm megszerezte az Airgo Networks céget; céljaik szerint az Airgo 802.11a/b/g és 802.11n Wi-Fi technológiáját kívánták integrálni a Snapdragon termékcsoportba. A Scorpion korai változataiban a processzormag kialakítása a Cortex-A8 magokhoz hasonlított.

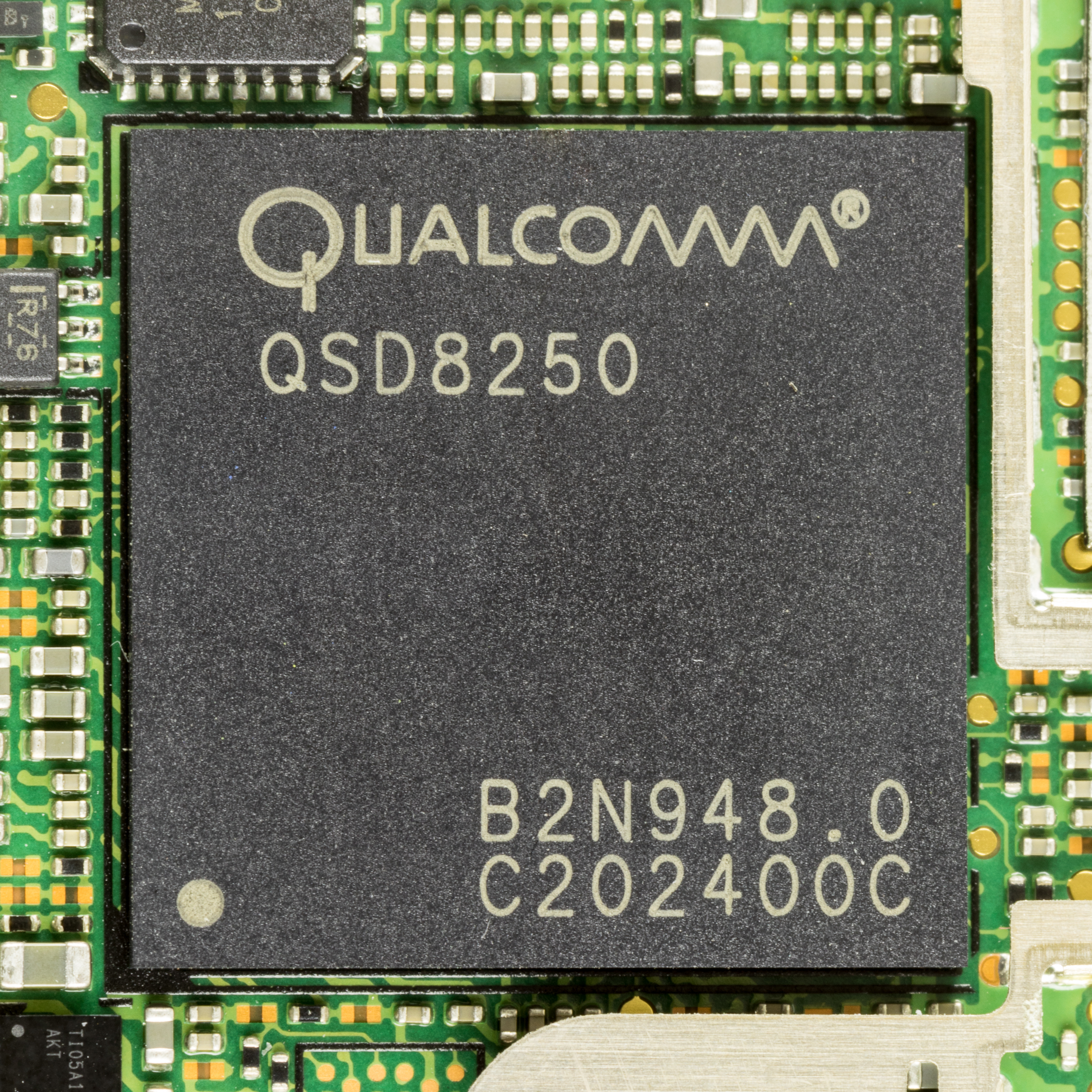
Qualcomm QSD8250

### 2007–2013: 32 bites ARM
Az első Snapdragon 2007 novemberében volt kibocsátva. A termék viszonylag magas, 1 GHz-es CPU-órajelet alkalmazott, miközben a vele egyidőben az okostelefonban általában 500 MHz körüli CPU-kat használtak. Ez az egység képes legfeljebb 720p felbontású képernyőt meghajtani, 3D-s grafikát megjeleníteni, és támogat egy akár 12 megapixeles kamerát. 2008 novemberére 15 eszközgyártó épített be Snapdragon csipeket fogyasztói elektronikai termékekbe.
2008 novemberében egy technológiai bemutatón bemutatták a processzort és egy netbookot. A processzor kevesebb energiát fogyasztott, mint a korabeli Intel Atom Z500 és megjelenésekor a cég állítása szerint költséghatékonyabb is volt. A netbook 1,5 GHz-es processzorokat használt és a fejlődő piacokra szánták.
2009 májusában a Sun-nal való együttműködésben a Java SE Snapdragon-specifikus optimalizálást kapott. A Qualcomm 2009 végén kezdte alkalmazni a 45 nm-es folyamatot az SoC-k gyártásához.
2010 júniusára a Snapdragon csipeket 120 fejlesztés alatt álló termékbe építették be. A vállalat novemberben bejelentette az MSM8960 jelű SoC-t LTE hálózatokhoz.
Az Apple abban az időben domináns piaci pozícióban volt az okostelefonok terén, és nem alkalmazott Snapdragon eszközöket. A Qualcomm ezért az Androidos telefonok felé fordult.
A Windows Phone 7 operációs rendszerekbe 2010 októberében került be a Snapdragon támogatása.
2011-ben Snapdragon processzorokat építettek a Hewlett-Packard WebOS eszközökbe.
2014 júliusában a Qualcomm Snapdragon csipek 41%-os részesedést értek el az okostelefonokban.
Snapdragon csipeket Android alapú okosórákban is használnak, és járművekben is, például a Maserati Quattroporte és Cadillac XTS modellekben.

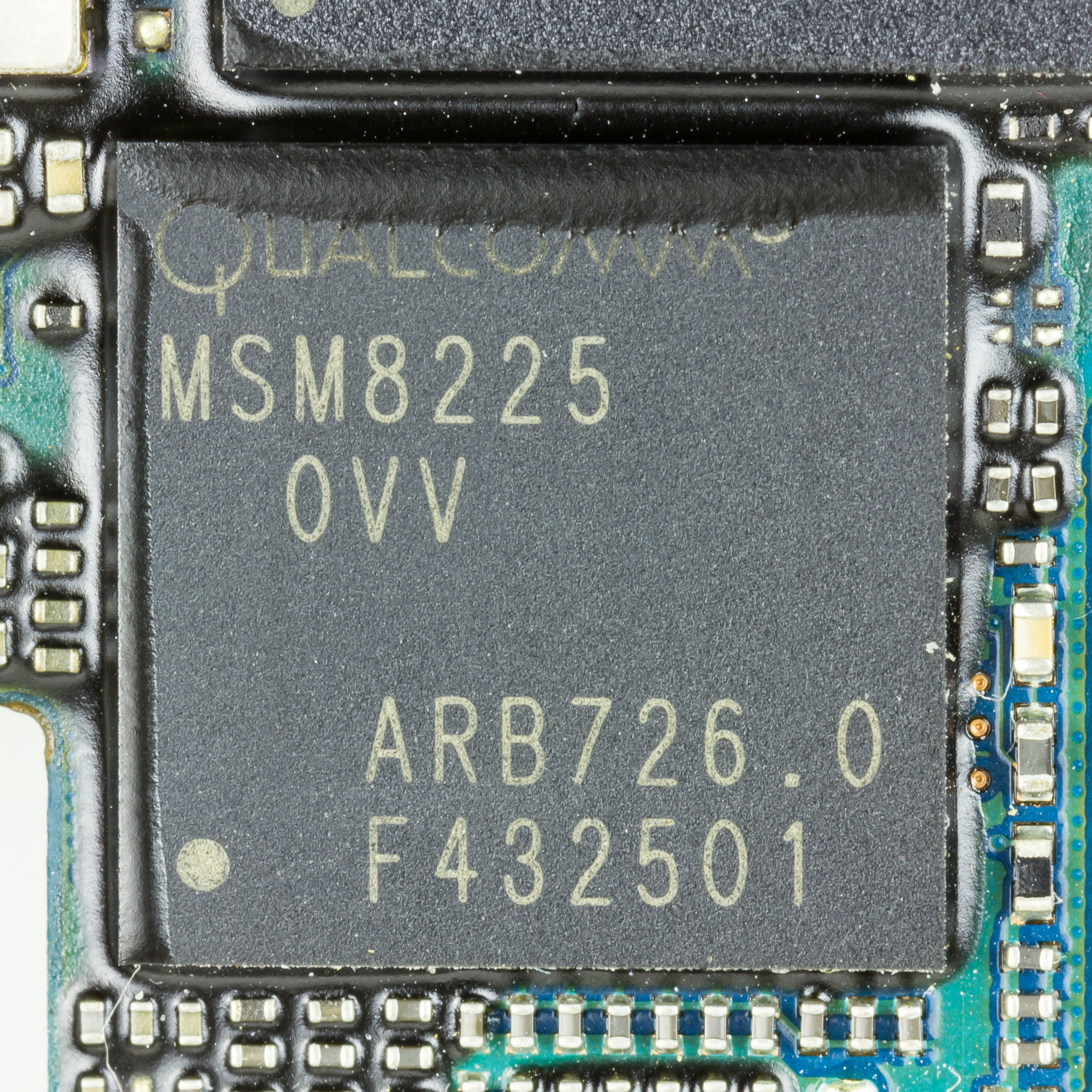
Snapdragon S4 Play processzor - Qualcomm MSM8225

2011 elején a Qualcomm bejelentette Krait nevű processzorát, ami egy házon belüli CPU mikroarchitektúra-kialakítás, amely az ARM v7 utasításkészletet valósítja meg. A Krait processzoros SoC-k az S4-es sorozatba kerültek, ezek támogatják az aszinkron szimmetrikus multiprocesszoros feldolgozást (aSMP), amelyben minden processzormag az eszköz aktivitása alapján állítja be az órajelét és feszültségét, hogy optimalizálja az akkumulátorhasználatot. A korábbi modelleket ekkor S1, S2 és S3-ra nevezték át, hogy megkülönböztessék a generációkat.
Az S4-es generáció szállítása 2012 februárjában kezdődött az MSM8960 jelű eszközzel. Ez a tesztekben igen jó eredményt mutatott. Egyes tesztekben a kétmagos Krait meghaladta a négymagos Tegra 3 teljesítményét. A négymagos APQ8064 verzió 2012 júliusában készült. Ez volt az első Snapdragon egylapkás rendszer (SoC), amely Qualcomm Adreno 320 grafikai feldolgozóegységet (GPU) használ.
A Snapdragon elterjedése miatt a Qualcommnak a szoftverfejlesztés területén is lépnie kellett. 2011 júliusában a Qualcomm eszközöket vásárolt a GestureTektől, hogy annak gesztusfelismerő szellemi tulajdonát beépítse a Snapdragon rendszerekbe. 2012 közepén a Qualcomm bejelentette a Snapdragon szoftverfejlesztő készletet (SDK) Androidos eszközökhöz az Uplinq fejlesztő konferencián. Az SDK eszközöket tartalmaz az arcfelismeréshez, gesztusfelismeréshez, zajszűréshez és hangfelvételhez. Az év novemberében a Qualcomm eszközöket vásárolt az EPOS Developmenttől, hogy annak toll- és gesztusfelismerő technológiáját integrálja a Snapdragon termékekbe. A cég együttműködött a Microsofttal is, a Windows Phone 8 Snapdragon rendszerekre való optimalizálásában.
2012-re a Snapdragon S4 (Krait maggal) nagyobb részesedést szerzett más Androidos egylapkás rendszerektől, mint az Nvidia Tegra és a Texas Instruments OMAP, ami az utóbbiak piacról való kivonulásához vezetett. 2014 júliusára az Android telefonok piaci részesedése 84,6 százalékra nőtt, és a Qualcomm Snapdragon csipek hajtották az okostelefonok 41%-át.
A Snapdragon SoC-ket a legtöbb Windows telefonban és a 2013 közepén piacra került telefonok többségében is használták.
A Snapdragon 800 2013-as bejelentésekor a Qualcomm átnevezte korábbi modelljeit 200-as, 400-as és 600-as sorozatra.

### 2014–jelen: 64 bites ARM
Az Apple iPhone 5s telefonjában 64 bites A7 processzort alkalmazott. A Qualcomm erre válaszul kiadott egy 64 bites megoldást, a Snapdragon 800/801/805 nagy teljesítménye ellenére, mivel az ezekben szereplő Krait magok csak 32 bitesek. Az első 64 bites SoC-k a Snapdragon 808 és 810 voltak. 2014-ben jelentek meg, Cortex-A57 és Cortex-A53 magokat használtak. Ezekben túlmelegedés és teljesítménycsökkenés problémák jelentkeztek, különösen 810-esben, ami miatt a Samsung lemondott a Snapdragon használatáról a Galaxy S6 zászlóshajó telefonjában.
A belépő szintű 200-es sorozatot 2013 júniusában hat új processzorral bővítették, ezeket 28 nm-es folyamattal gyártották, és két- vagy négymagos opciókkal rendelkeztek.
2015 februárjában a Qualcomm átkeresztelte önálló modem termékeit Snapdragon névre; ezek „X” jelölést kaptak, hogy ne keveredjenek a SoC termékekkel, például a X7 vagy X12 modem.
2016 elején a Qualcomm kibocsátotta a Snapdragon 820-at: ez egy 64 bites négymagos ARM processzor, házon belüli tervezésű Kryo magokkal. Ennek egy magasabb órajelű változata a Snapdragon 821. Az egylapkás rendszer a Samsung 14 nm-es FinFET folyamatával készül. Ezzel együtt jelent meg a Neural Processing Engine SDK is, amely a mesterséges intelligencia gyorsítókat támogatja.
Az első 5G hálózatokhoz készült Snapdragon modem, az X50, 2016 októberében volt bejelentve 2019 végén jelent meg.
A nyolcmagos Snapdragon 835 Egylapkás rendszert 2016. november 17-én jelentették be. Ez módosított Cortex-A73 és A53 magokat használ és a Samsung 10 nm-es FinFET folyamatával gyártják.
A 2017 májusi Computex kiállításon a Qualcomm és a Microsoft bejelentette, hogy Snapdragon-alapú Windows 10-et futattó laptopokat tervez piacra dobni. A Qualcomm a HP, Lenovo és Asus cégekkel együttműködve Snapdragon 835-tel működő vékony hordozható számítógépeket és „2 az 1-ben” (hibrid) eszközöket dobott piacra.
Snapdragon 845 frissített Cortex-A75 és A55 CPU-kat használ, és ugyanazzal a 10 nanométeres gyártási folyamattal készül, mint a 835.
A 7-es sorozatot 2018 elején mutatták be, a 6-os és a 8-as sorozat közötti rést célozva az árban és teljesítményben.
2018-tól az Asus, HP és a Lenovo elkezdte forgalmazni Snapdragon-alapú CPU-kkal szerelt Windows 10 ARM operációs rendszert futtató laptopjait, „Always Connected PC” néven.
2019-ben adták ki a Snapdragon 855-öt, amely a TSMC 7 nanométeres folyamatával készült.
A Snapdragon 865 egy külön X55 modemen keresztül támogatta az 5G mobil hálózatot. A 765-ben integrált 5G van.
2020 decemberében jelentették be a Snapdragon 888-at, amely az ARM Cortex-X sorozatú CPU architektúrára épül, elsőként a Snapdragon sorozatban.
A NASA Ingenuity helikoptere, ami 2021-ben repüléseket hajtott végre a Marson, egy integrált Snapdragon 801 processzorral rendelkezik.
A Snapdragon 8 Gen 2 Wi-Fi 7 támogatást kapott.

## Technikai adatok
A Snapdragon egylapkás rendszer termékek jellemzően tartalmaznak egy grafikus feldolgozóegységet (GPU), egy globális helymeghatározó rendszert (GPS) és egy (opcionális) mobil modemet, egyetlen tokozásba integrálva. Tartalmaz egy szoftvert, ami a grafika, a videó és a fényképezés működését vezérli.
Az aktuális Snapdragon elnevezési sémát a Snapdragon 800-es család 2013-ban történt bejelentése után vezették be. A korábbi modelleket átnevezték 200-as, 400-as vagy 600-as sorozatra. Az előbbi kettő a belépő szintű termékeket célozta, míg a 600 és a 800 a közép- és felső kategóriás termékeket célozta.

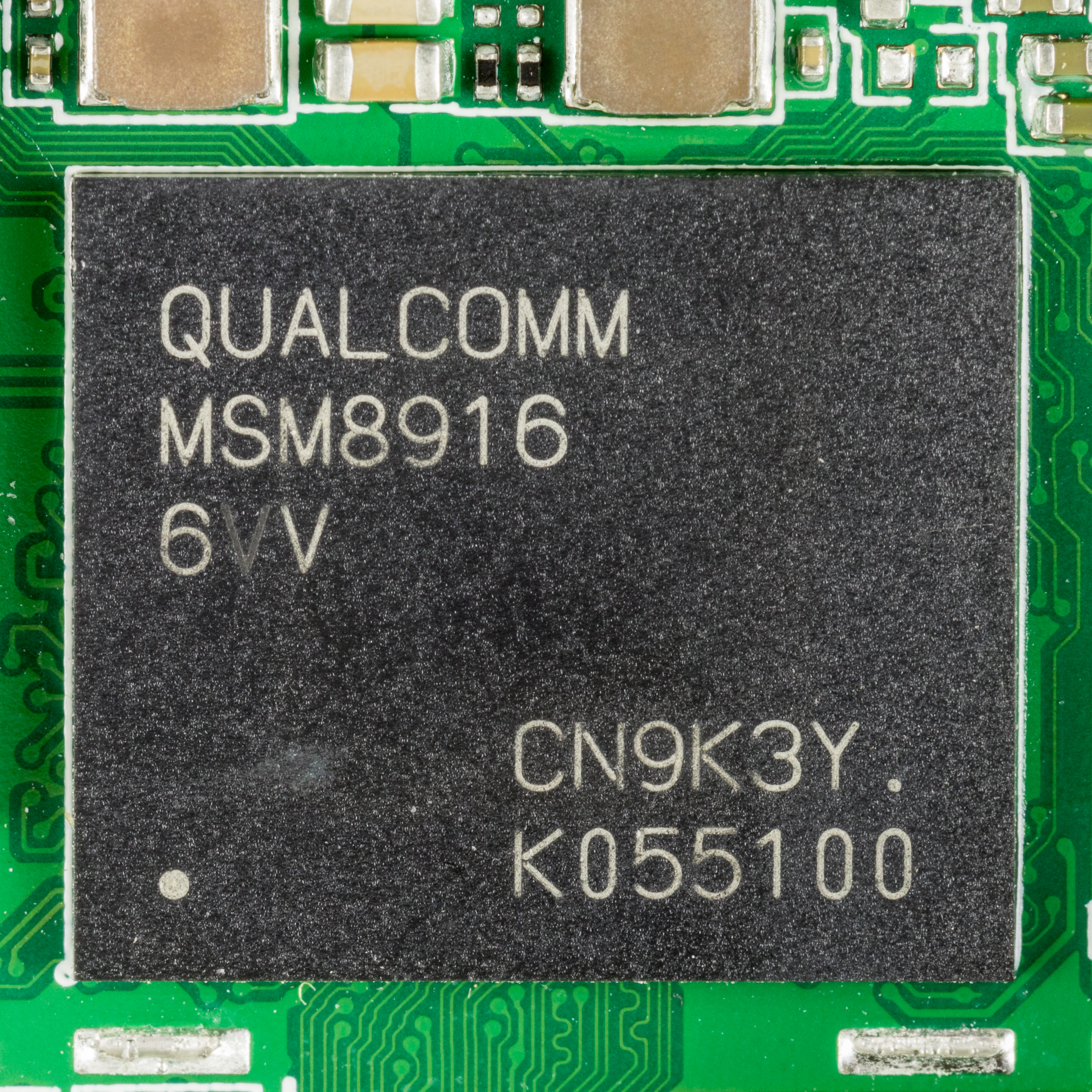
Snapdragon 410

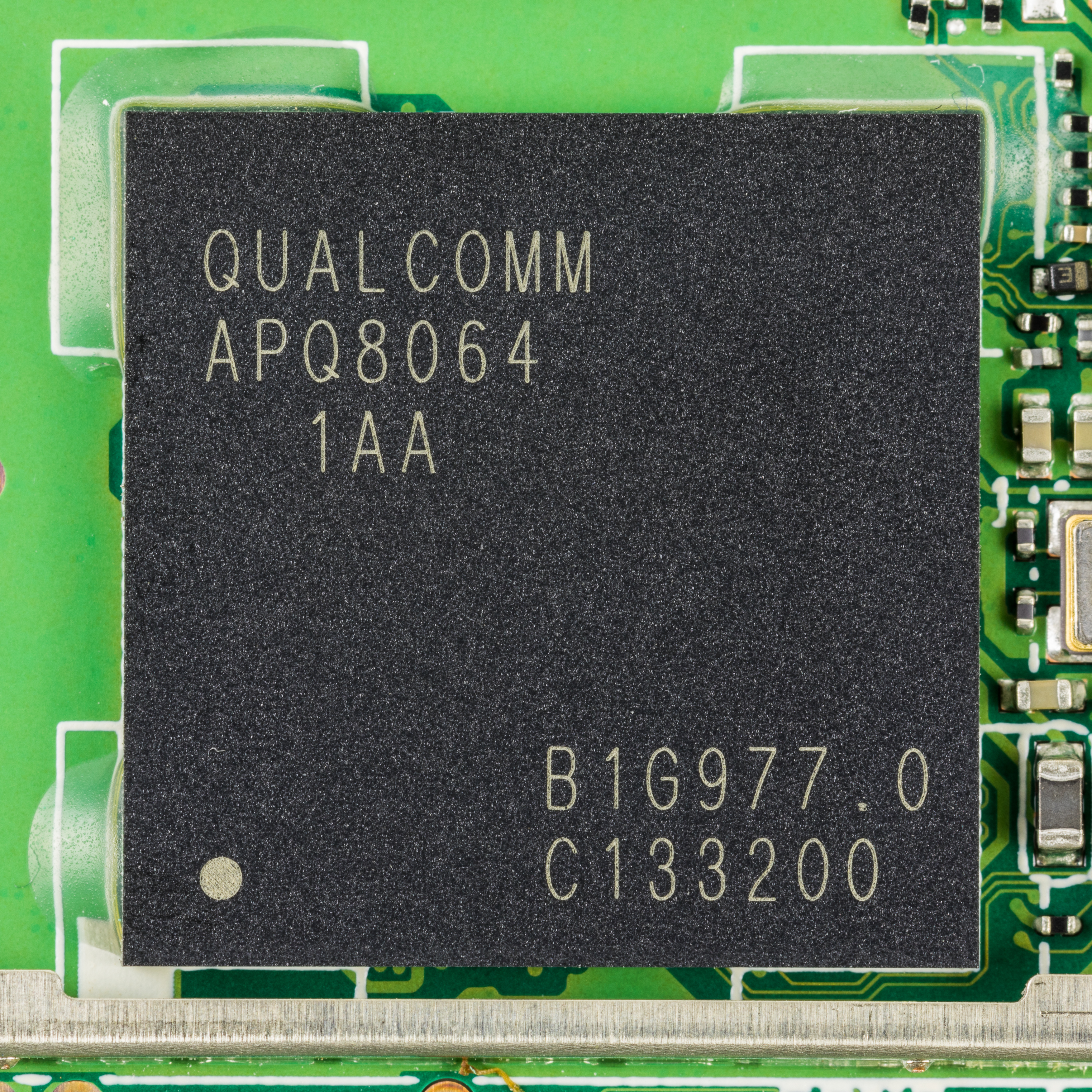
Snapdragon 600 (APQ8064 modell)

2013 novemberében jelent meg a Snapdragon 805. A 410, amit a fejlődő országokban kapható olcsó telefonokhoz terveztek, a következő hónapban jelentették be. 2014 januárjában a Qualcomm bemutatta a Snapdragon 600 egy módosított verzióját, a 602A jelűt, amelyet autós szórakoztató-információs képernyők, tolatókamerák, és más vezetéstámogató termékek vezérléséhez terveztek. 2014 februárjában jelentették be a négymagos Snapdragon 610 és nyolcmagos 615 rendszereket. 2014 áprilisában jelentették be a Snapdragon 808 és 810 rendszereket. A 2017 novemberében bejelentett Snapdragon 835, az első Qualcomm SoC, ami 10 nm-es architektúrára épül. A Qualcomm új 2018-as zászlóshajó csipje a 845 volt, amelyet 2017 decemberében jelentettek be. A Qualcomm szerint a 845 25-30%-kal volt gyorsabb, mint a 835.
2017-ben a 653 és 626 középkategóriás modelleket felváltotta a 660 és a 630 és a 400-as termékcsalád több csipjét átdolgozták. 2017 februárjában a Qualcomm bevezette a Snapdragon X20 mobil modemet, amelyet 5G mobiltelefon-hálózatokban való használatra terveztek, és két új csipet a 802.11ax kereskedelmi Wi-Fi hálózatokhoz. Ez után a 600-as termékcsaládot a 636-ossal bővítették ki októberben, ami Qualcomm állítása szerint 40 százalékkal gyorsabb, mint a 630.
A 8cx Windows laptopokhoz tervezett SoC-sorozat. Az első generációs 8cx két CPU-klasztert tartalmaz, amelyek négy Cortex-A76 és A55 processzormagból állnak. A vele egyidős 855-tel összehasonlítva az első 8cx nagyobb, 10 MiB-os L3 gyorsítótárral és kétszeres a GPU lebegőpontos teljesítménnyel rendelkezik.

## Szponzorálás
A Snapdragon a 2024–25-ös szezontól kezdődően a Manchester United angol labdarúgócsapat elsődleges mez-szponzora, a német TeamViewer céget váltva.
A márka a San Diego-i Snapdragon Stadion névadási jogaival is rendelkezik.

## Fordítás
Ez a szócikk részben vagy egészben  a   Qualcomm Snapdragon című angol Wikipédia-szócikk ezen változatának fordításán alapul.  Az eredeti cikk szerkesztőit annak laptörténete sorolja fel. Ez a jelzés csupán a megfogalmazás eredetét és a szerzői jogokat jelzi, nem szolgál a cikkben szereplő információk forrásmegjelöléseként.